# 아르메니아의 국장

아르메니아의 국장

아르메니아의 국장은 1992년에 제정되었다.

## 구성
국장 가운데에는 다섯 개의 작은 공간으로 나뉘어 있는 방패가 그려져 있으며, 방패 왼쪽에는 독수리가, 방패 오른쪽에는 사자가 그려져 있다.
방패 가운데에는 주황색 바탕에 아라라트산과 노아의 방주가 그려져 있으며, 방패 왼쪽 상단에는 빨간색 바탕에 하얀색 십자가와 사자(7세기부터 11세기까지 중세 아르메니아를 통치했던 바그라투니 왕조의 문장)가, 방패 왼쪽 하단에는 파란색 바탕에 하얀색 독수리 두 마리(기원전 1세기 아르메니아를 통치했던 아르타셰산 왕조의 문장)가 그려져 있다.
방패 오른쪽 상단에는 파란색 바탕에 두 개의 머리를 가진 하얀색 독수리(아르샤쿠니 왕조의 왕이었던 티리다테스 3세의 문장)가 그려져 있으며, 방패 오른쪽 하단에는 빨간색 바탕에 하얀색 십자가와 사자(루베니드 왕조의 문장)가 그려져 있다. 빨간색, 하얀색, 주황색은 아르메니아의 국기를 구성하는 색이다.
국장 하단 왼쪽에는 깃털이, 하단 오른쪽에는 밀 이삭이 장식되어 있으며, 끊어진 쇠사슬이 이를 묶고 있다. 국장 아래쪽에는 칼과 리본이 놓여 있다.

## 의미
독수리는 아르탁시아드 왕조의 상징이자 아르샤쿠니 왕조의 상징이었으며, 사자는 바그라투니 왕조의 상징이자 루베니드 왕조의 상징이었다.
칼은 나라의 힘과 압제의 쇠사슬을 끊는다는 것을 뜻하며, 끊어진 쇠사슬은 나라의 자유와 독립을 얻기 위한 노력을 뜻한다. 밀 이삭은 아르메니아 국민의 근면성을 의미하며, 깃털은 아르메니아 국민의 지성과 문화 유산을 의미한다.

## 역대 아르메니아의 국장

아르메니아 소비에트 사회주의 공화국의 국장

## 같이 보기
- 아르차흐 공화국의 국장
- 아르메니아 소비에트 사회주의 공화국의 국장
- 아르메니아의 국기